# Le Crêt
Le Crêt (toponimo francese) è una frazione di 414 abitanti del comune svizzero di La Verrerie, nel Canton Friburgo (distretto della Veveyse).

## Storia

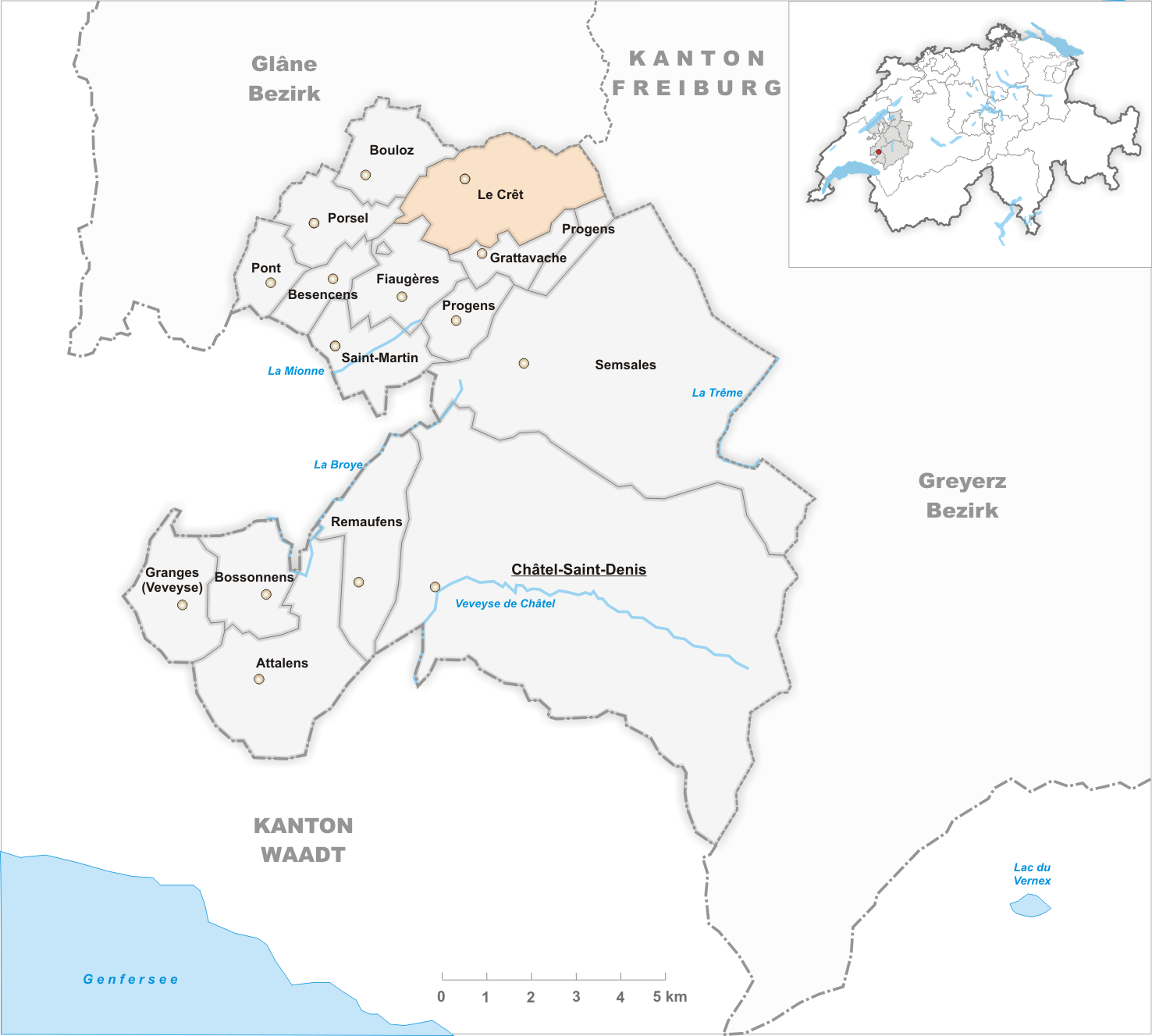
Il territorio del comune di Le Crêt prima degli accorpamenti comunali del 2004

Già comune autonomo che comprendeva anche le frazioni di Bremudens e Montborget, il 1º gennaio 2004 è stato accorpato agli altri comuni soppressi di Grattavache e Progens per formare il nuovo comune di La Verrerie, del quale Le Crêt è il capoluogo.

## Monumenti e luoghi d'interesse

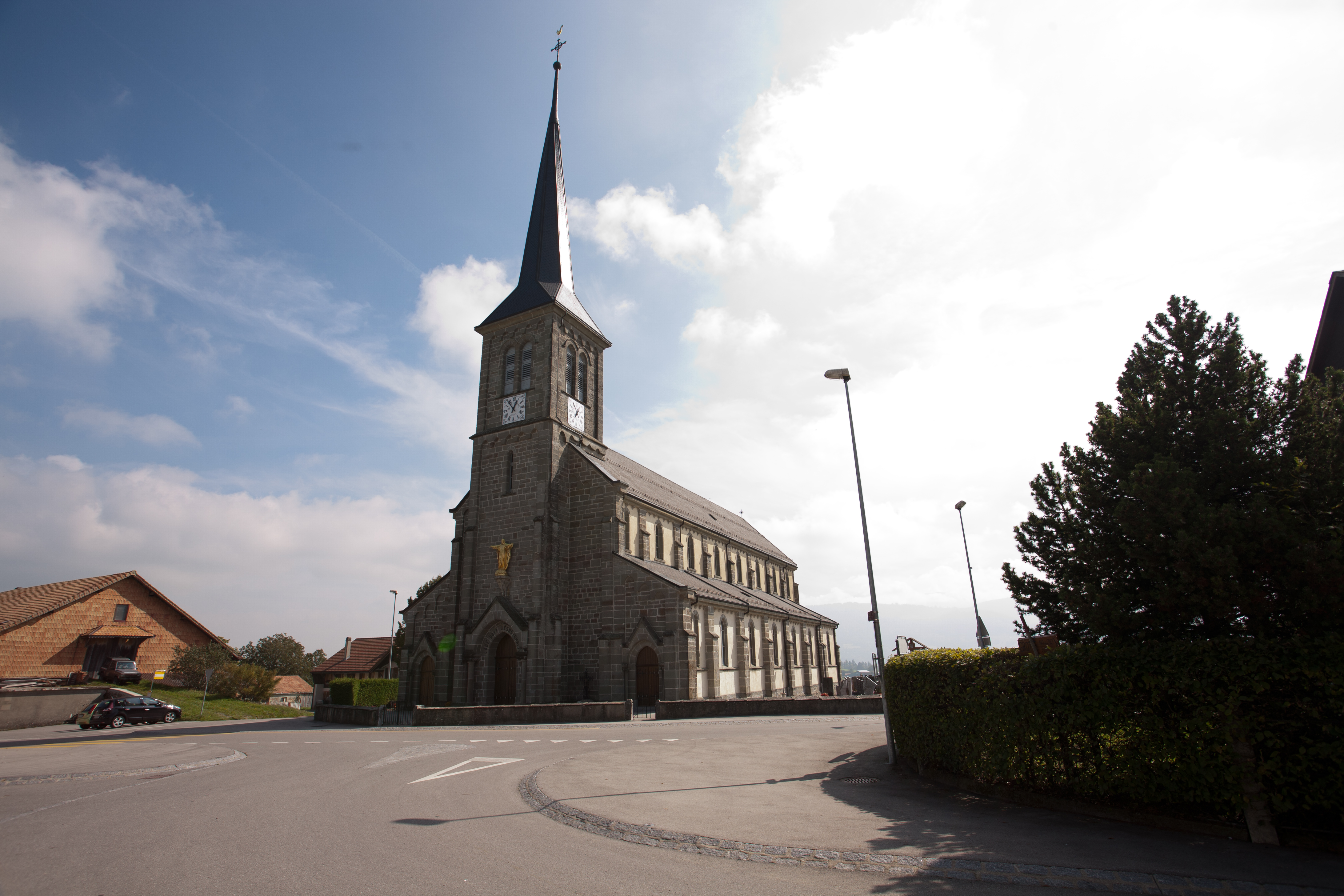
La chiesa cattolica di San Lupo

- Chiesa cattolica di San Lupo, eretta nel 1663 e ricostruita nel 1889[1].

## Società

### Evoluzione demografica
L'evoluzione demografica è riportata nella seguente tabella:
Abitanti censiti

## Infrastrutture e trasporti
Le Crêt è servito dall'omonima stazione sulla ferrovia Palézieux-Bulle-Montbovon.

## Amministrazione
Ogni famiglia originaria del luogo fa parte del comune patriziale che ha la responsabilità della manutenzione di ogni bene comune.